# Gliese 570

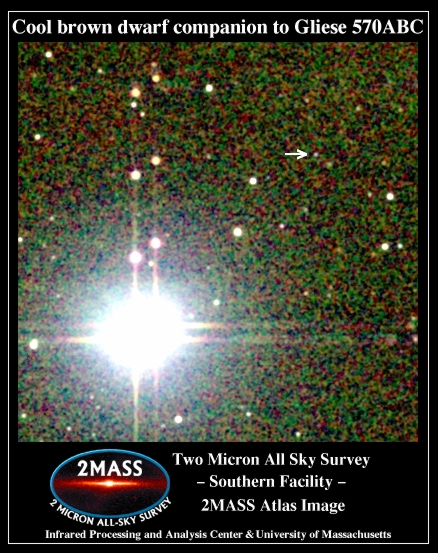
Hệ sao Gliese 570 bao gồm sao Gliese 570D (ngôi sao lùn nâu bị bác bỏ) ở mũi tên

Gliese 570 tên gọi khác là 33 G. Librae, là một hệ sao sao dài có khoảng cách với chúng ta khoảng 19 năm ánh sáng. Ngôi sao chính là ngôi sao lùn màu cam (rất mờ và nhỏ hơn Mặt trời). Còn lại một cặp sao đôi gồm hai sao lùn đỏ quay quanh ngôi sao chính. Ngoài ra còn có một sao lùn nâu, tuy nhiên nó đã bị bác bỏ vào năm 2000.

## Quan sát
Hệ sao Gliese 570 nằm ở phía tây nam của chòm sao Thiên Bình. Cụ thể là nằm ở phía tây nam của sao Alpha Librae và phía tây bắc của sao Sigma Librae. Vào đầu những năm 1990, vệ tinh Hipparcos của châu Âu thực hiện một nhiệm vụ là đo lường thị sai của các thành phần B và C và kết quả là cho thấy hệ sao này cách mặt Trời 24,4 năm ánh sáng. Tuy nhiên, đây là một lỗi sai lớn khi xác định thị sai và quỹ đạo dựa trên Trái Đất. Và cuối cùng, hai ngôi sao đã được xác định thực sự là một phần của hệ sao Gliese 570 A, nằm ở cùng một khoảng cách.

## Thuộc tính
Khi so với mặt trời, ngôi sao chính của hệ sao (thành phần A) là sao lùn cam chiếm khoảng hơn ba phần tư khối lượng, 77% bán kính và chỉ có 15,6% độ sáng.
Nó di chuyển cách hai sao B,C ra khoảng 16AU (28423595490 km) rồi di chuyển trong một quỹ đạo lệch tâm và mất ít nhất 2130 năm để hoàn thành.
Gliese 570 A là loại phổ K4V và phát ra tia X.
Vận tốc xuyên tâm của nguyên tử thu được trong quá trình tìm kiếm hành tinh ngoài hệ mặt trời tại Đài quan sát Lick cho thấy xu hướng tuyến tính có lẽ do chuyển động quỹ đạo của cặp sao Gliese 570 B và Gliese 570 C quanh Glise A.
Gliese 570 B là loại phổ M1V, Gliese 570 C là loại phổ M3V. Cả hai đều phát ra tia X, là những ngôi sao lùn đỏ mờ nhạt có khối lượng, bán kính và độ sáng ít hơn Mặt trời